# Corematodus
Corematodus – rodzaj słodkowodnych ryb okoniokształtnych z rodziny pielęgnicowatych (Cichlidae).

## Występowanie
Gatunki endemiczne jeziora Malawi i rzeki Shire w Afryce.

## Klasyfikacja
Gatunki zaliczane do tego rodzaju:
- Corematodus shiranus
- Corematodus taeniatus

Gatunkiem typowym jest Corematodus shiranus.